# Rick Cerone
Rick Cerone (Newark, Nueva Jersey, 19 de mayo de 1954) es un exjugador de béisbol y comentarista deportivo estadounidense. Actuó en la Major League Baseball entre 1975 y 1992. Jugaba en la posición de cácher.

## Trayectoria
Cerone jugó al béisbol y al fútbol americano en la Essex Catholic High School de East Orange, Nueva Jersey. En 1972 fue reclutado por los Seton Hall Pirates, equipo que formaba parte de la Metropolitan Intercollegiate Conference de la División I de la NCAA. Sus temporadas allí le sirvieron para demostrar su talento para el béisbol, guiando a sus compañeros en 1974 y 1975 hasta las College World Series. En esas dos temporadas no sólo fue reconocido como All-American en su deporte sino que también recibió el galardón del Academic All-America. Por todo ello fue incluido en el Salón de la Fama Nacional del Béisbol Universitario en 2020.
Se presentó al Draft de la MLB de 1975, siendo seleccionado en primera ronda por los Cleveland Indians. En sus dos primeras temporadas como profesional vio poca acción en la Major League Baseball, pasando la mayor parte del tiempo en los equipos de ligas menores Oklahoma City 89ers de la American Association y Toledo Mud Hens de la International League, ambas de categoría triple A.
En 1977 llegó a los Toronto Blue Jays, tras ser intercambiado junto a John Lowenstein por el dominicano Rico Carty. Aunque en su primera temporada jugó más en los Charleston Charlies de la International League que en el equipo canadiense, en 1978 fue designado como relevo de Alan Ashby y, al año siguiente, como el cácher titular de los Blue Jays. En el invierno de 1978-1979 jugó para los Tiburones de La Guaira en la Liga Venezolana de Béisbol Profesional.
Cerone llegó a los New York Yankees en 1980, con la misión de sustituir al trágicamente fallecido Thurman Munson. Aunque su primera temporada en el equipo fue muy buena -llegando a terminar séptimo en la votación para el MVP del año-, su rendimiento en la siguiente decayó considerablemente, llegando a ser amenazado por vía telefónica por los aficionados de los Yankees. De todos modos los neoyorquinos clasificaron a la Serie Mundial de ese año, donde se enfrentaron a Los Angeles Dodgers. Cerone bateó un cuadrangular en el tercer partido, pero el mismo terminó en derrota para su equipo, el cual finalizaría su participación ese año como subcampeón nacional.
Al igual que muchos otros jugadores de la época, Cerone tuvo un conflicto con el polémico propietario del equipo George Steinbrenner, lo que derivó en que las siguientes tres temporadas fuera desplazado al banco de suplentes (e incluso volvió en 1984 a jugar brevemente en la International League con los Columbus Clippers).
A fines de 1984 dejó el equipo, jugando los siguientes dos años con los Atlanta Braves primero y con los Milwaukee Brewers después. Regresó en 1987 a los New York Yankees, pero sólo permaneció allí una temporada. 
A comienzos de 1988 ningún equipo parecía mostrar interés por Cerone, por lo que el jugador empezó a contemplar la posibilidad de convertirse en comentarista deportivo en la radio WABC (AM) de Nueva York. Sin embargo terminó siendo contratado por los Boston Red Sox, con el que jugaría dos temporadas.
Volvió a los New York Yankees en 1990, pero ese año repartió su tiempo con los equipos afiliados Columbus Clippers en la International League y con los GCL Yankees en la liga de novatos Gulf Coast League.
Sus últimas dos temporadas como profesional transcurrieron en los New York Mets y los Montreal Expos, jugando como relevo de los cáchers titulares.

## Vida personal
Cerone grabó la canción "A Long Run Home" en 1981, donando las regalías a las víctimas del terremoto de Irpinia de 1980. 
Se desempeñó como comentarista de los partidos de los New York Yankees en la radio WPIX entre 1996 y 1997, y de los partidos de los Baltimore Orioles en la radio HTS en 1998.
En 1998 compró al equipo Newark Bears de la Liga Atlántica de Béisbol Profesional, pero lo vendió en 2003.